# Lord John (cykl)
Lord John (ang. Lord John series) – cykl powieści i nowel fantastycznych autorstwa amerykańskiej pisarki Diany Gabaldon. Seria jest spin-offem cyklu Obca, a bohaterem jest tu lord John Grey, drugorzędna postać utworów głównego cyklu.

## Historia
W połowie lat 90. Diana Gabaldon została poproszona o napisanie krótszej formy do brytyjskiej antologii historycznych kryminałów Past Poisons, pod redakcją Maxima Jakubowskiego. Ze względu na chronologię cyklu Obca nie chciała uczynić bohaterem nikogo z głównych postaci, natomiast uczyniła nim lorda Johna Greya, pomniejszego, lecz istotnego i charakterystycznego bohatera wcześniejszych powieści. Tak powstała nowela Lord John and the Hell-Fire Club. Bohaterem jest brytyjski arystokrata, oficer i homoseksualista (w czasach, gdy było to przestępstwem karanym śmiercią).
Cykl, mimo iż nosi znamiona fantasy (podróże w czasie za pomocą artefaktów, akcja umiejscowiona w czasach płaszcza i szpady) jest oceniana jako skrzyżowanie fantastyki historycznej i romansu.

## Utwory wchodzące w skład cyklu
- Lord John and the Hellfire Club (nowela, 1998)
- Lord John i sprawa osobista (Lord John and the Private Matter 2003; wyd. polskie Świat Książki 2006)
- Lord John i sukub (Lord John and the Succubus 2003, nowela, w antologii Legendy II, wyd. polskie 2004)

```
Trwa  
wojna siedmioletnia
. 
Major
 Grey, brytyjski 
oficer łącznikowy
 przy wojskach 
hanowerskich
, stacjonuje w posiadłości miejscowej arystokratki w małym miasteczku w 
Prusach
. Codzienny znój urozmaica mu sprawa 
sukuba
, który jakoby pojawił się w okolicy i nawiedza młodych mężczyzn. Są nawet dwie ofiary śmiertelne. John, nie wierząc w przesądy, próbuje rozwiązać sprawę przy pomocy logicznego myślenia. Początkowo o zaaranżowanie całej afery podejrzewa księżną, która mogła paść ofiarą szantażu z powodu 
cudzołóstwa
. Ostatecznie okazuje się, że to 
Austriacy
 i 
Francuzi
 przy pomocy 
markietanek
 demoralizowali wojska brytyjsko-hanowerskie. Kobiety podawały żołnierzom 
opium
 i rozpuszczały plotki o sukubie. Efektem było zmęczenie i defetyzm wśród Brytyjczyków i 
Niemców
, dające nadzieją na łatwe przełamanie lokalnego 
frontu
. Na szczęście Grey w porę wykrywa intrygę i zawiadamia swoje dowództwo. Nowela, oprócz elementów sensacyjnych, niesie ze sobą ciekawe obserwacje obyczajowe i psychologiczne ze świata 
osiemnastowiecznych
 ludzi - zarówno prostych żołnierzy, 
mieszczaństwa
, jak i arystokracji.
```

- Lord John i Bractwo Ostrza (Lord John and the Brotherhood of the Blade 2007, wyd. polskie Świat Książki 2017)
- Lord John and the Haunted Soldier (nowela, 2007)
- The Custom of the Army (nowela, 2010)
- Lord John and the Plague of Zombies (nowela, 2011),
- Lord John and the Scottish Prisoner (2011)
- Besieged (nowela, 2017)

## Odbiór
Recenzentka „Vanity Fair” stwierdziła, że postać Greya stała się „tak popularna, że Gabaldon ostatecznie poświęciła mu własną serię powieści”.
Recenzent „Publishers Weekly” napisał, że „Gray to kompetentny i sympatyczny detektyw, a proza Gabaldon jest niezwykle elegancka”.
Robert Silverberg opisał lorda Johna jako „jedną z najciekawszych i najbardziej skomplikowanych postaci” w serii Diany Gabaldon. „Jako homoseksualista w czasach. gdy ta skłonność mogła zaprowadzić na szubienicę, był przyzwyczajony do zachowania tajemnicy. Był też człowiekiem honorowym i uczuciowym”.
Sama autorka stwierdziła, że choć Gray jest ważny w serialu Outlander, nie jest on na scenie przez cały czas. Natomiast jest idealną postacią, która może „porzucić swoje życie i przeżywać przygody gdzie indziej”. Można opisać jego przygody, nie powodując komplikacji dla przyszłych powieści głównego nurtu. Poza tym Lord John jest „fascynującą postacią”.
Nowela Lord John and the Plague of Zombies była nominowana do nagrody Edgara przez Mystery Writers of America w kategorii „Najlepsza krótka powieść kryminalna” w 2012 r.

## Adaptacje
W serialu telewizyjnym „Outlander” według powieści Diany Gabaldon, który jest emitowany od sierpnia 2014 r. przez  sieć telewizyjną Starz (w Polsce emitowała go stacja AXN White) postać lorda Johna Grey w młodości odtwarzał Oscar Kennedy, zaś w trzecim sezonie dorosłego Greya kreował David Berry.